# Rozsdásarcú csuszkaposzáta
A rozsdásarcú csuszkaposzáta (Sylvietta whytii) a verébalakúak (Passeriformes) rendjébe, ezen belül a Macrosphenidae családba és a Sylvietta nembe tartozó faj. 9 centiméter hosszú. Burundi, Dél-Szudán, Etiópia, Kenya, Malawi, Mozambik, Ruanda, Tanzánia, Uganda és Zimbabwe erdős, bokros területein él. Rovarokkal, pókokkal, gilisztákkal táplálkozik. A száraz évszak végén, esős évszak elején költ.

## Alfajai
- S. w. loringi (Mearns, 1911) – délnyugat-Etiópia, délkelet-Dél-Szudán, északkelet-Uganda, északnyugat-Kenya;
- S. w. jacksoni (Sharpe, 1897) – dél- és kelet-Uganda, délnyugat- és közép-Kenya, Ruanda, Burundi, észak- és közép-Tanzánia;
- S. w. minima (Ogilvie-Grant, 1900) – délkelet-Kenya, északkelet-Tanzánia;
- S. w. whytii (Shelley, 1894) – délkelet-Tanzánia, dél-Malawi, észak- és közép-Mozambik, Zimbabwe.

## Fordítás
- Ez a szócikk részben vagy egészben  a   Red-faced crombec című angol Wikipédia-szócikk fordításán alapul.  Az eredeti cikk szerkesztőit annak laptörténete sorolja fel. Ez a jelzés csupán a megfogalmazás eredetét és a szerzői jogokat jelzi, nem szolgál a cikkben szereplő információk forrásmegjelöléseként.